# Kostel svatého Mikuláše (Vršovice)
Kostel svatého Mikuláše v Praze 10-Vršovicích je římskokatolický farní kostel. Tato jednolodní sakrální stavba s trojboce uzavřeným presbyteriem a věží se nachází v severozápadním rohu Vršovického náměstí, resp. na Moskevské ulici. Barokní kostel pochází z roku 1704 a byl postaven na místě staršího sakrálního objektu románského původu, patrně kaple sv. Máří Magdalény. Je jednou z nejstarších stavebních památek na území Vršovic a celé městské části Prahy 10.

## Historie a charakter stavby

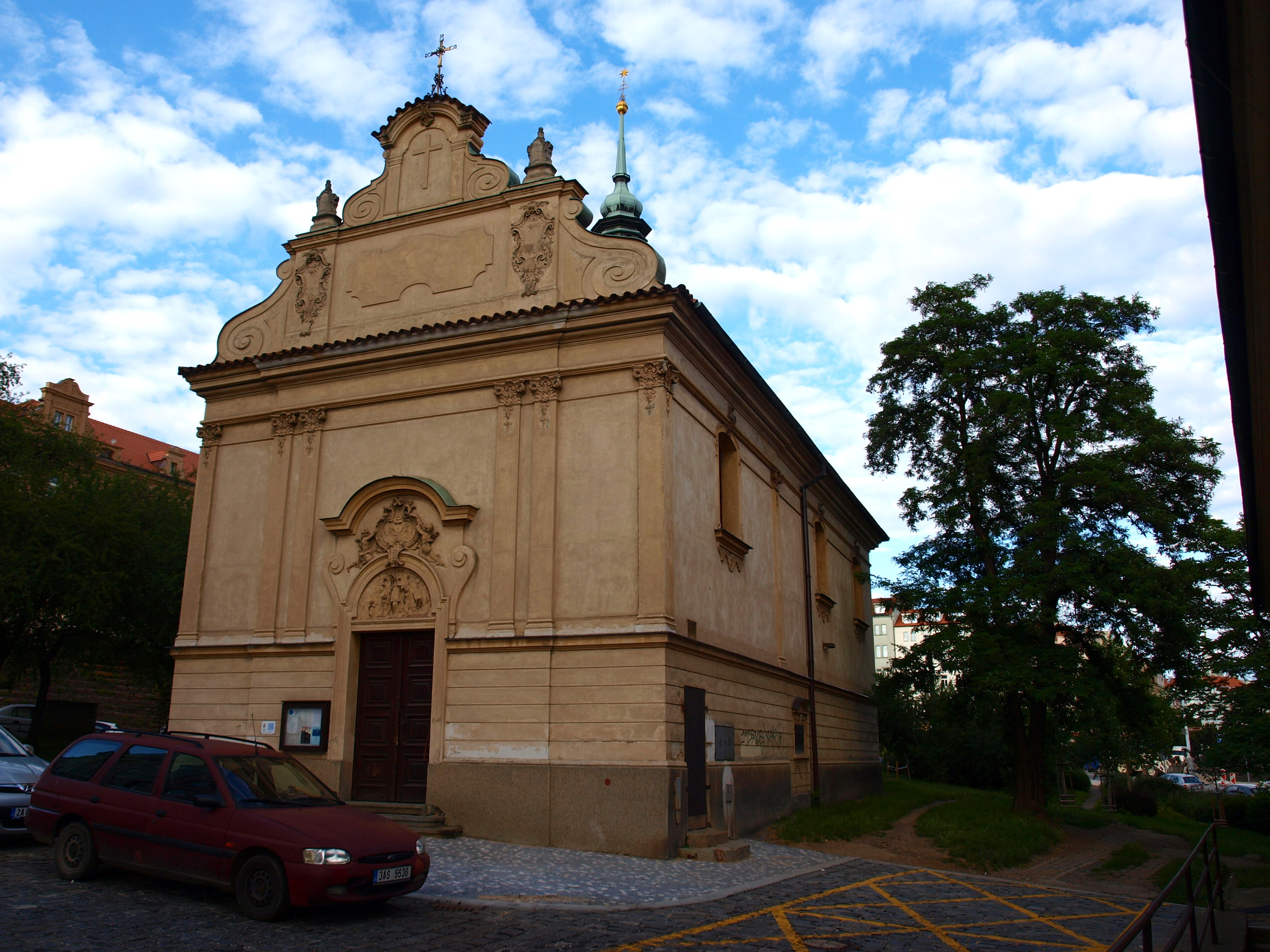
Kostel sv. Mikuláše, hlavní fasáda

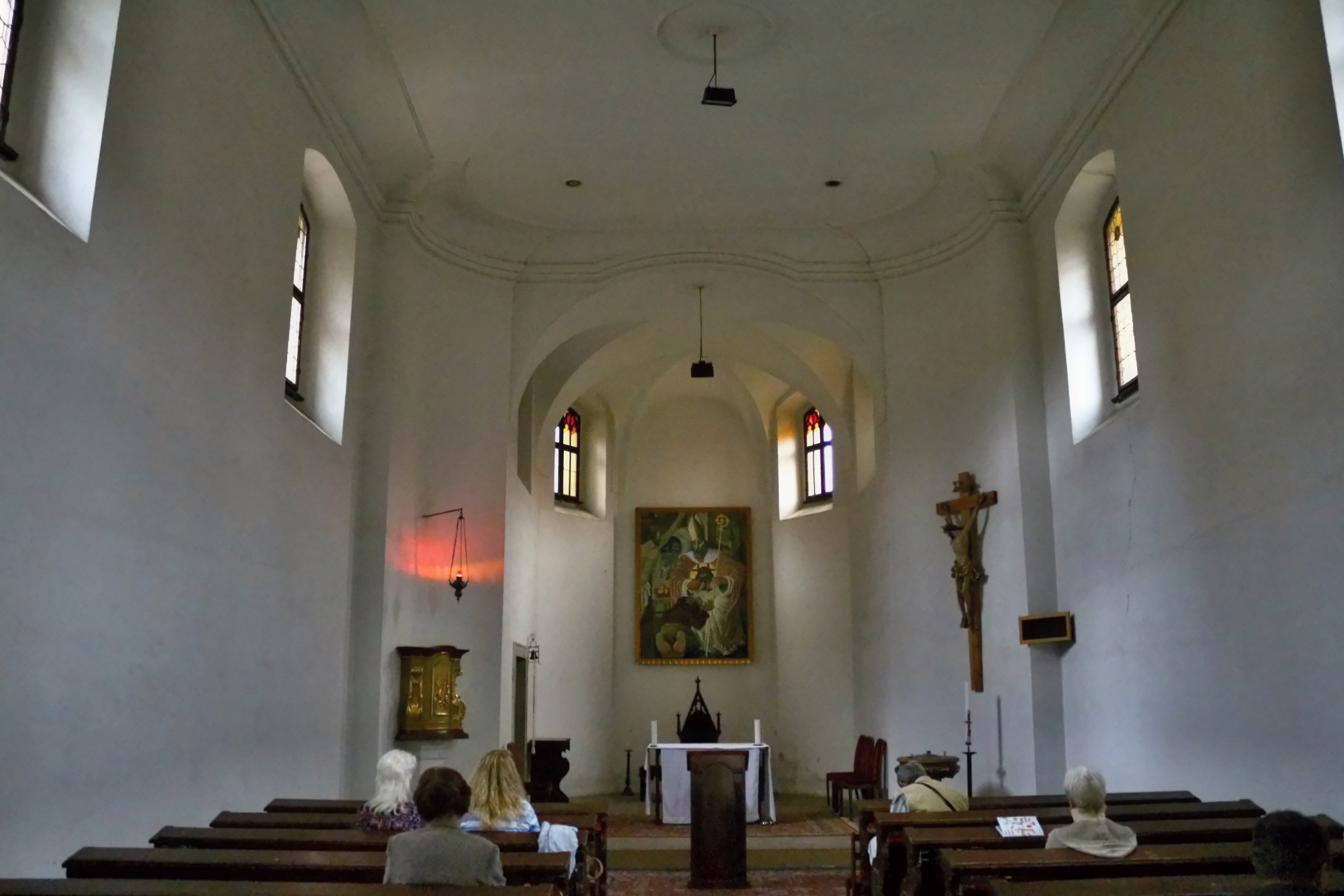
Interiér kostela je poměrně prostý

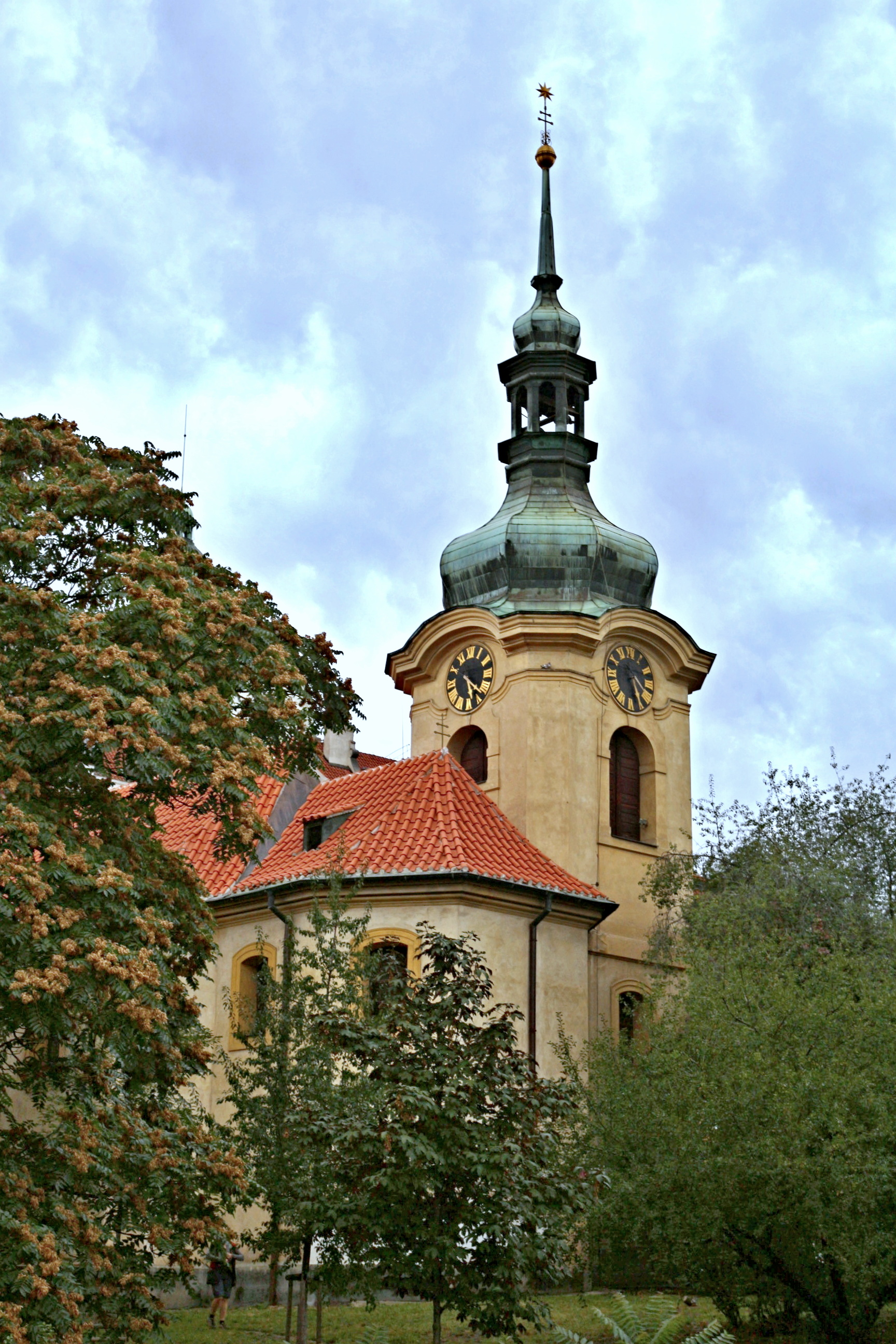
Věž kostela

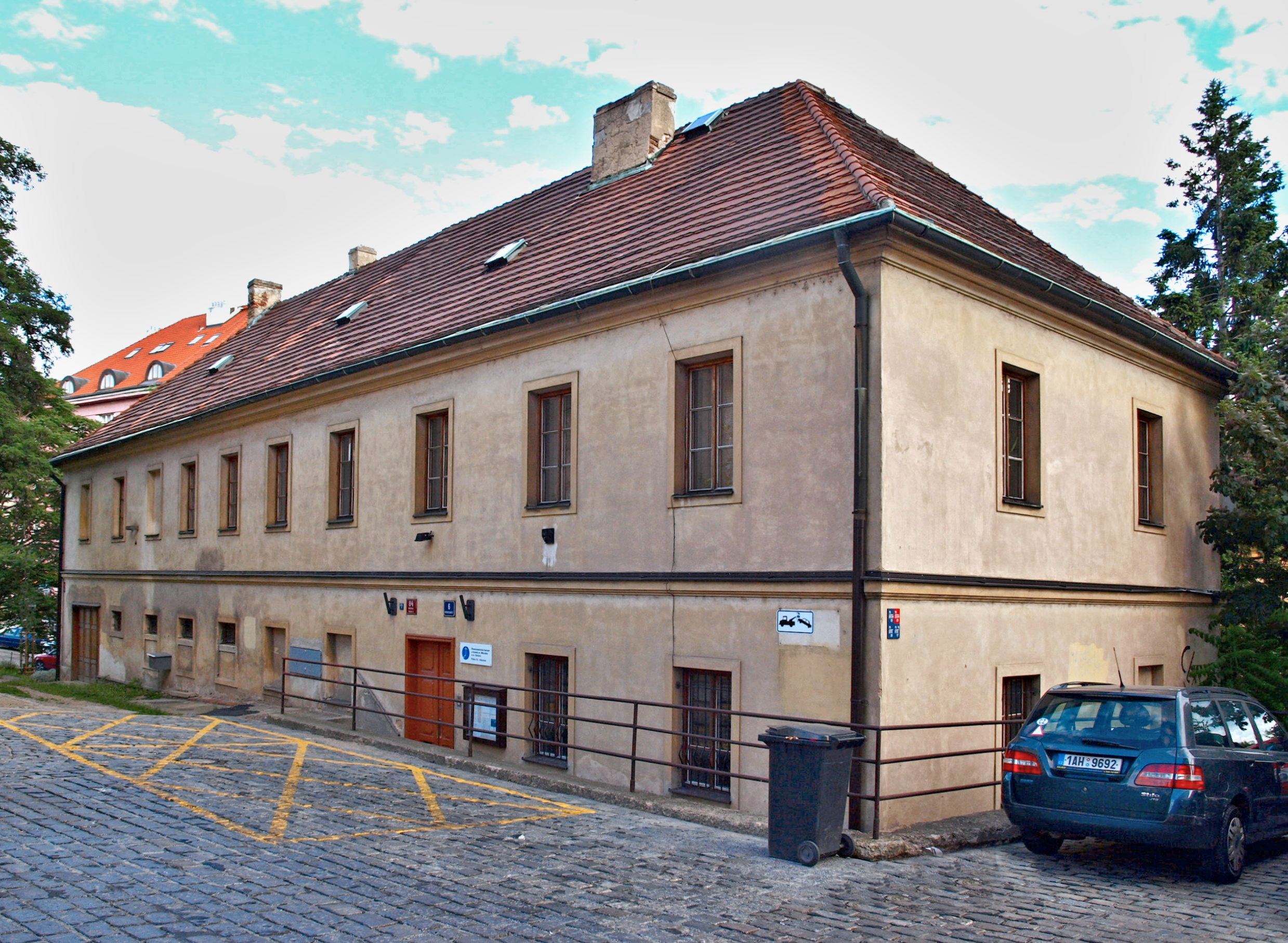
Budova fary vedle kostela

### Nejstarší dějiny
První doložená zmínka o kostele sv. Mikuláše ve Vršovicích je z 25. června 1328. Vršovická farnost v té době zasahovala až k hradbám Nového Města pražského a spolu se sousedními farnostmi Záběhlicemi a Hostivaří patřila do říčanského děkanátu. Tehdy pražský měšťan Albert Štuk prodal vršovický dvorec včetně patronátního práva ke kostelu řádu německých rytířů se sídlem na Starém Městě. V roce 1360 se Vršovice vrátily do majetku bohatých staroměstských měšťanů. Mezi majiteli se objevují Trčkové z Lípy, Valdštejnové a po roce 1628 Šternberkové.
Kostel byl vybudován na místě románské kapličky, která byla v roce 1028 zasvěcená Máří Magdaleně. Kaple byla uvnitř široká 4,8 m a dlouhá 5,5 m. Oltář tvořil velký kamenný stůl. Roku 1374 byla kaplička prodloužena o 11,13 metru a přestavěna na gotický kostel. Jeho zasvěcení sv. Mikuláši je doloženo v roce 1422. Tehdy byl nový kostel povýšen na kostel farní.
Už v té době byla zmiňována farní budova, která stála na místě pozdějšího obecního domu č. 42. Později byla přeměněna na hospodu, o které se mluvilo jako o „staré faře“. Během husitských bouří byl kostel vypálen. Obnoven byl až po třicetileté válce – v letech 1668 až 1677. Po renovaci byl 16,6 metrů dlouhý a jeho šířka při zábradlí byla 4,80 metrů. V části pro lid byl širší – 7,35 m. V holých nezdobených zdech bylo 10 oken a jedno okno vedlo z presbytáře do oratoře nad sakristií. Věž kostela je jednoduchá, vysoká necelých 28 metrů. Vystupovalo se na ni z presbyteria původně po točitém schodišti. To bylo pro špatný technický stav zbouráno a nahrazeno úzkými, jednou lomenými schody. Patrová věž má vrcholně barokní ráz, čtyři velká okna. Střechu zakončuje masivní osmiboká cibulovitá báň s lucernou a makovicí.

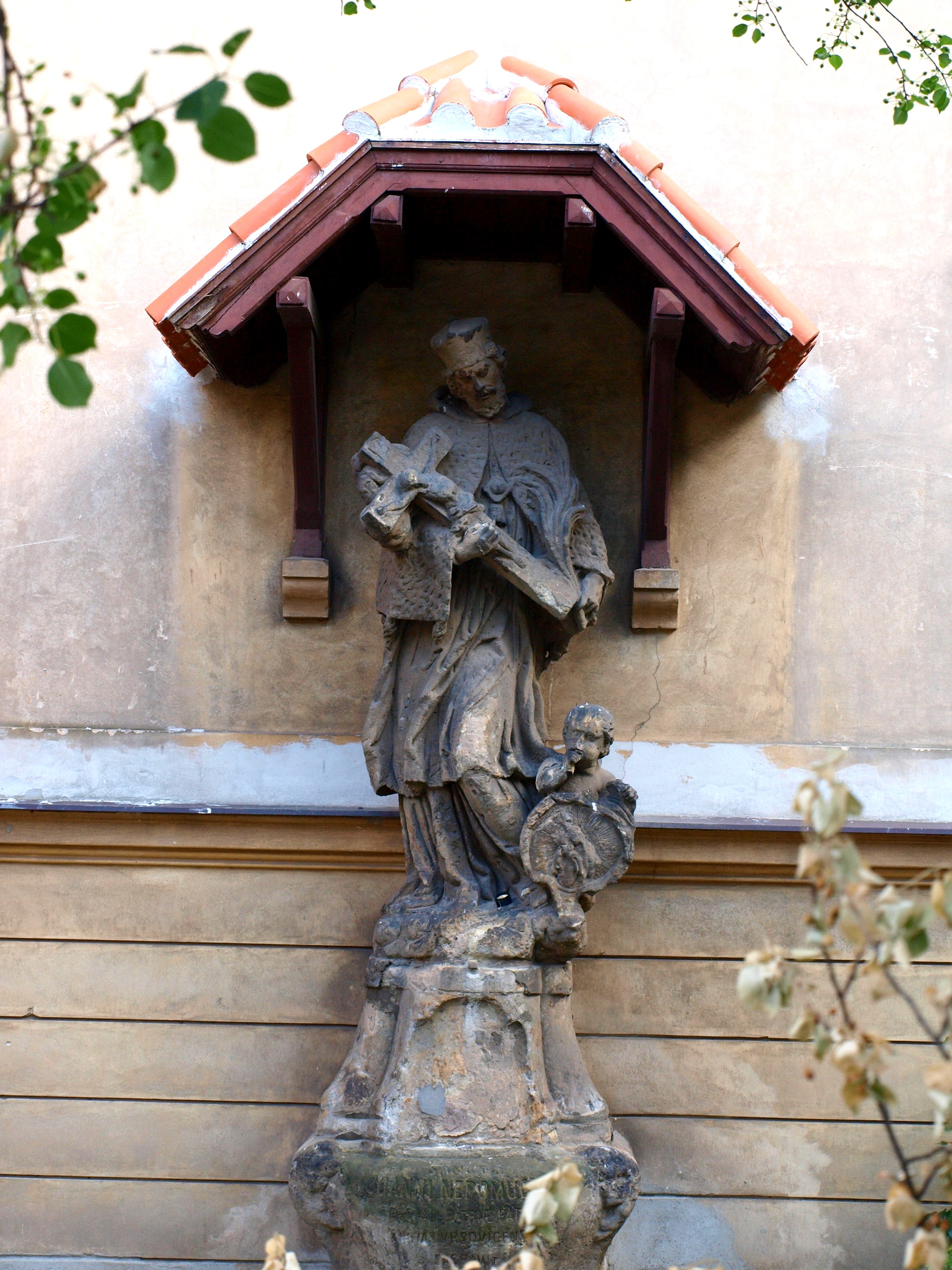
Socha svatého Jana Nepomuckého

Kromě hlavního oltáře se zde dříve nalézaly tři oltáře postranní – Panny Marie Bolestné, sv. Anny a sv. Jana Nepomuckého. Vedle presbytáře byla kazatelna a na pozemku vedle kostela se nacházel hřbitov. Roku 1864 byl zrušen a pohřby se konaly na nově otevřeném hřbitově na Náměstí Svatopluka Čecha. Po zrušení tohoto druhého vršovického hřbitova se od začátku 20. století pohřbívá na hřbitově na Bohdalci.

### 19., 20. a 21. století
První rozsáhlou vnitřní opravu podstoupil objekt v roce 1864 pod dohledem P. L. Urbana, před slavností svěcení nového zvonu a nového vršovického hřbitova. Ten se rozkládal na místě dnešního náměstí Svatopluka Čecha. Během těchto oprav byly ze sakristie probourány nové dveře vedoucí na starý hřbitov. Před tím byly jediným vchodem do kostela dveře v průčelí. V roce 1865 došlo také na opravu zdi přilehlého starého hřbitova. 30. září 1866 byly nákladem obce pořízeny věžní hodiny. Ze čtyř ciferníků je nejzajímavější ten na západní straně. Kromě času ukazuje i aktuální měsíční fáze. Autorem hodin je hodinář Jan Prokeš ze Sobotky a jejich cena tehdy činila 600 zlatých.
Další rozsáhlejší vnitřní úprava byla provedena v roce 1879 P. Šebánkem. Byl odstraněn velký kříž společně se starým hlavním oltářem. Původní obraz sv. Mikuláše byl přemalován a umístěn na nový oltář, který pro kostel zhotovil řezbář František Hedielberg. Oltář sv. Jana Nepomuckého byl pro nedostatek místa zcela odstraněn a zbylé dva postranní oltáře byly upraveny podle hlavního oltáře a posunuty více do stran. V následujících letech byl rozšířen tehdejší nový vršovický hřbitov. Starý hřbitov přilehlý ke kostelu byl následně zrušen a na jeho místě založen park.
Zásadní proměnou prošel kostel v roce 1896. Stávající budova už nedokázala pojmout rostoucí počet obyvatel a proto bylo rozhodnuto o jejím rozšíření. Průčelní zeď byla kompletně stržena a loď kostela se prodloužila o 8 metrů. Kostel byl nově vymalován a oltáře zrestaurovány. Během přestavby byly zřízeny zpovědnice a také nové varhany. Celá přestavba i s vnitřními opravami tehdy stála 5130 zlatých a 70 krejcarů. Za nové varhany farnost zaplatila 1600 zlatých. Všechny výdaje byly uhrazeny z darů a sbírek – přifařené Vinohrady se však odmítly na financování podílet.
V listině pamětního kamene, který byl zazděn vlevo od hlavního vchodu, je možné přečíst následující text:
| „ | Pamětní listina vložená do závěrečného kamene u příležitosti posvěcení přístavby kostela vršovického Léta Páně 1896 dne 27. září, právě v den výroční slavnosti posvěcení chrámu Páně, byl tento kostel po dokončení přístavby vysvěcen... Přístavbou zvětšen o 70 metrů čtverečných. Zásluhu o provedení tohoto dlužno přičísti panu faráři P. Josefu Šaškovi, kterýž za mravní podpory obce i mnoha dobrodinců přístavbu provedl… S přístavbou kostela po úředním plánu započato dne 7. dubna 1896 a bez všelikého úrazu ke cti a chvále Boží dokončena a dnešního dne veledůstojným panem vikářem Štěpánem Bittnerem z Líbeznice vysvěcena | “ |

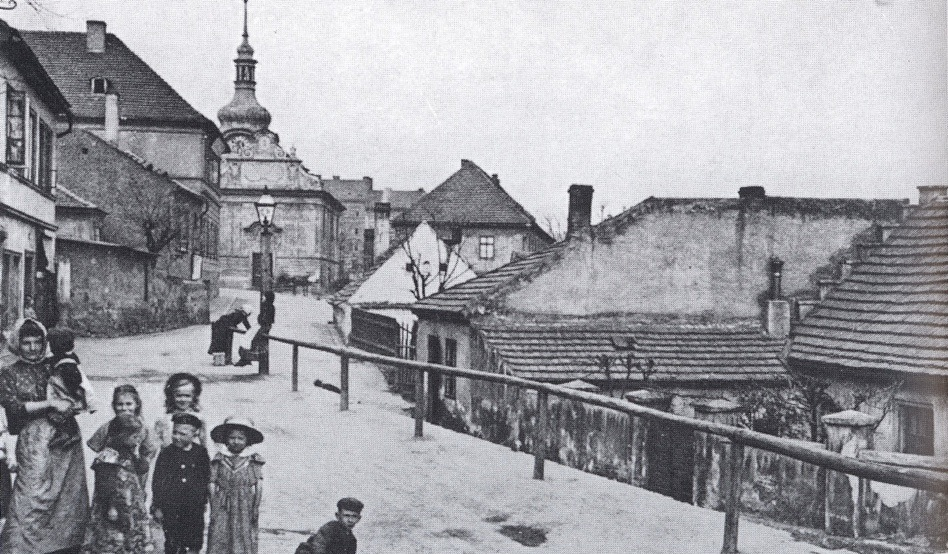
Průhled Šafaříkovou ulicí na kostel sv. Mikuláše v roce 1910. Foto B. Vavroušek

U příležitosti povýšení Vršovic na město založil vršovický farář František Dusil „Spolek pro zbudování nového katolického chrámu Páně ve Vršovicích u Prahy“. Členem se mohl stát každý, kdo přispěl na stavbu nového kostela. Stanovy spolku, schválené 3. května 1902, rozlišovaly členy čestné, jmenované valnou hromadou, dále členy zakládající, skutečné a řádné podle toho, zda ročně přispívali částkou 400, 200 nebo 100 korun. Chudší obyvatelé Vršovic mohli být členy přispívajícími a v tomto případě stačilo zaplatit ročně 2 koruny.
Generální opravy kostela proběhly v roce 1922. O rok později dostal nové zvony, náhradou za ty, které byly rekvírovány pro vojenské účely v době první světové války. Jejich svěcení se konalo 8. dubna 1923. Větší zvon o váze 400 kg, zdobený reliéfem sv. Václava, je opatřen znakem republiky. Zbývající dva zvony – Maria a zvon s vyobrazením sv. Mikuláše – vážily 120 a 20 kg. Stejný osud potkal zvony za druhé světové války. O jednom z nich se traduje, že byl kdysi ukraden a nalezen rozbit na poli. Nákladem obce pak v roce 1671 přelit. Farář jím měl zvonit zdarma každému, kdo ve Vršovicích zemřel. Dnes je ve zvonici zavěšen zvon z roku 1511 od Bartoloměje na Novém Městě, vážící přibližně 300 kg. Pod bání je zvon – umíráček z roku 1923, vyrobený Oktávem Winterem z Broumova. Jeho hmotnost je 35 kg. Nachází se zde také velký a malý cimbál.
Zatím naposledy byl vršovický kostel sv. Mikuláše restaurován v roce 1973. Interiér i exteriér doznal značných změn. Z původního mobiliáře už v kostele mnoho nezbylo. V současnosti působí vnitřní uspořádání stavby jednoduše a prostě.
Původní titulní obraz sv. Mikuláše byl v roce 1988 ukraden a tehdejší farář P. Pavel Kuneš požádal v lednu 2001 vršovického rodáka mistra Miroslava Radu o namalování obrazu nového. Ten zde byl v pondělí 3. 12. téhož roku představen veřejnosti.

## Zajímavosti
Malíř Jakub Schikaneder (1855–1924) se zde 5. července 1884 oženil s Emilií Nevolovou (1859–1931), dcerou Josefa Nevole, úředníka dráhy v Praze. V kostele se odehrává část Osudů dobrého vojáka Švejka, když sem šli Švejk a feldkurát Katz pro oltář, protože ho feldkurát omylem prodal.